# بيغ كوميك سبيرايتس الشهرية
 بيغ كوميك سبيرايتس الشهرية (月刊!スピリッツ Gekkan Biggu Komikku Supirittsu)هي مجلة شهريّة يابانية لمانغا سينن، نشرت من قبل شوغاكوكان وتستهدف الذكور من سن 20-25 سنة. بدأت أصلاً في 27 أغسطس 2009. رفيقة  المجلة الأسبوعية بيغ كوميك سبيرايتس.

## سلسلات

### الحالية
| عناوين السلسلة                                              | منتج                     | لأول مرة    |
| ----------------------------------------------------------- | ------------------------ | ----------- |
| Nora Inu 9-chan (ノラ犬9ちゃん)                             | Britney Hamada           | أغسطس 2010  |
| Fuwari! (ふわり！)                                          | Natsuo Motomachi         | يناير 2010  |
| 8 - Hachi (8-はち-)                                         | Yuuji Takemoto           | نوفمبر 2009 |
| Hanamote Katare (花もて語れ)                                | Yukiwo Katayama          | يونيو 2010  |
| Sonna Dakara Omaera wa (そんなんだからおまえらは。)         | Riichi Kasai             | أكتوبر 2009 |
| Shin Dainama Itou! (新ダイナマ伊藤！)                       | Pero Sugimoto            | أكتوبر 2009 |
| Kyou no Asuka Show (今日のあすかショー)                     | Taishi Mori              | أكتوبر 2009 |
| Pipedon (ピペドン)                                          | Jun Hanyunyu             | أكتوبر 2009 |
| Kodai Roma Kakutou Angokutan Sin (古代ローマ格闘暗獄譚 SIN) | Hideo Shinaogawa         | أكتوبر 2009 |
| Salad Bo (サラダぼ。～SALAD BOWL Diary～)                   | Masaki Satou             | نوفمبر 2009 |
| The Fugitive Lawyer Makoto Narita (新 逃亡弁護士 成田誠)    | Hichiki Gou, Sou Okamoto | يونيو 2010  |
| Yodogawa Belt Conveyor Girl (淀川ベルトコンベア・ガール)    | Katsura Murakami         | أكتوبر 2009 |
| Ippiki to Kujuu Kyushi to (一匹と九十九匹と)                | Jun Umezawa              | ديسمبر 2010 |
| Ushiharu (ウシハル)                                         | Yukiko Gotou             | يناير 2010  |
| Mono Monojima (ものものじま)                                | Munehiro Nomura          | أكتوبر 2009 |
| Jūhan Shuttai! (重版出来)                                   | Naoko Matsuda            | مارس 2013   |

### السابق
| سلسلة العنوان                          | الكاتب        | لأول مرة    | الإنتهاء                      |
| -------------------------------------- | ------------- | ----------- | ----------------------------- |
| Moriyamachuu Kyoushuujo (森山中教習所) | كيغو شينزو    | نوفمبر 2009 | 20 سبتمبر                     |
| DRAGON JAM (                           | إتسوناري فوجي | يوليو 2010  | انتقلت إلى بيغ كوميك سبيرايتس |